# Atractus univittatus
Espèce
Synonymes
- Rhabdosoma univittatus Jan, 1862

Atractus univittatus est une espèce de serpents de la famille des Dipsadidae.

## Répartition
Cette espèce se rencontre en Colombie, au Venezuela et à Tobago.

## Publication originale
- Jan, 1862 : Enumerazione sistematico delle specie d'ofidi del gruppo Calamaridae. Archivio per la zoologia, l'anatomia e la fisiologia, vol. 2, p. 1-76 (texte intégral).